# 氨基戊酮酸甲酯
氨基戊酮酸甲酯（缩写MAL），中文商品名美特维克（Metvix），是一种含氮有机化合物，化学式C6H11NO3，用作光化性角化症的光動力療法中的光敏剂。